# Nielsen Soundscan
Nielsen SoundScan est un système d'information créé en 1991 par Mike Fine et Mike Shalett qui suit les ventes de produits musicaux aux États-Unis et au Canada. Les données sont collectées chaque semaine et mises à disposition chaque mercredi pour les abonnés, qui comprennent les dirigeants de toutes les maisons de disques, maisons d'édition, les détaillants de musique, promoteurs indépendants, etc.
SoundScan est la source des ventes pour le Billboard, palmarès de la musique, ce qui en fait la source officielle des records de ventes dans l'industrie de la musique.